# Fülöp Ágnes
Fülöp Ágnes (Zalaegerszeg, 1952. január 24. –) könyvtáros, a Központi Statisztikai Hivatal Könyvtár főigazgatója 2013 és 2018 között.

## Életútja
Felsőfokú tanulmányait az Eötvös Loránd Tudományegyetem Bölcsészettudományi Karának magyar–francia szakán végezte 1971 és 1976 között. 2011-ben informatikus könyvtárosdiplomát szerzett az Eötvös József Főiskola Neveléstudományi Karán. 2006-ban közigazgatási alapvizsgát, 2008-ban szakvizsgát tett le.
1992-ig az Újvidéki Rádió dramaturgjaként, 1992 és 1995 között a Baranya Megyei Könyvtár PR- és marketingfelelőseként működött. 1995-től 2004-ig az Informatikai és Könyvtári Szövetség működését és gazdálkodását szervezte, részt vett a szervezet országos könyvtárügyet érintő munkájában. 1998-tól 2017-es megszűnéséig a Könyvtári Levelező/lap című folyóirat főszerkesztője volt. 2004 és 2009 között szaktájékoztatással foglalkozott az Országgyűlési Könyvtárban. 2009-től a Központi Statisztikai Hivatal Könyvtár tudományos titkáraként, 2012-től főigazgató-helyetteseként, 2013-tól főigazgatójaként tevékenykedett 2018. március 31-i nyugdíjazásáig.

## Társasági tagságai
2004 óta a Magyar Könyvtárosok Egyesülete, 2012 óta a Magyar Statisztikai Társaság tagja. 2005-ben a Könyvtártámasz Egyesület elnökévé választották.

## Elismerései

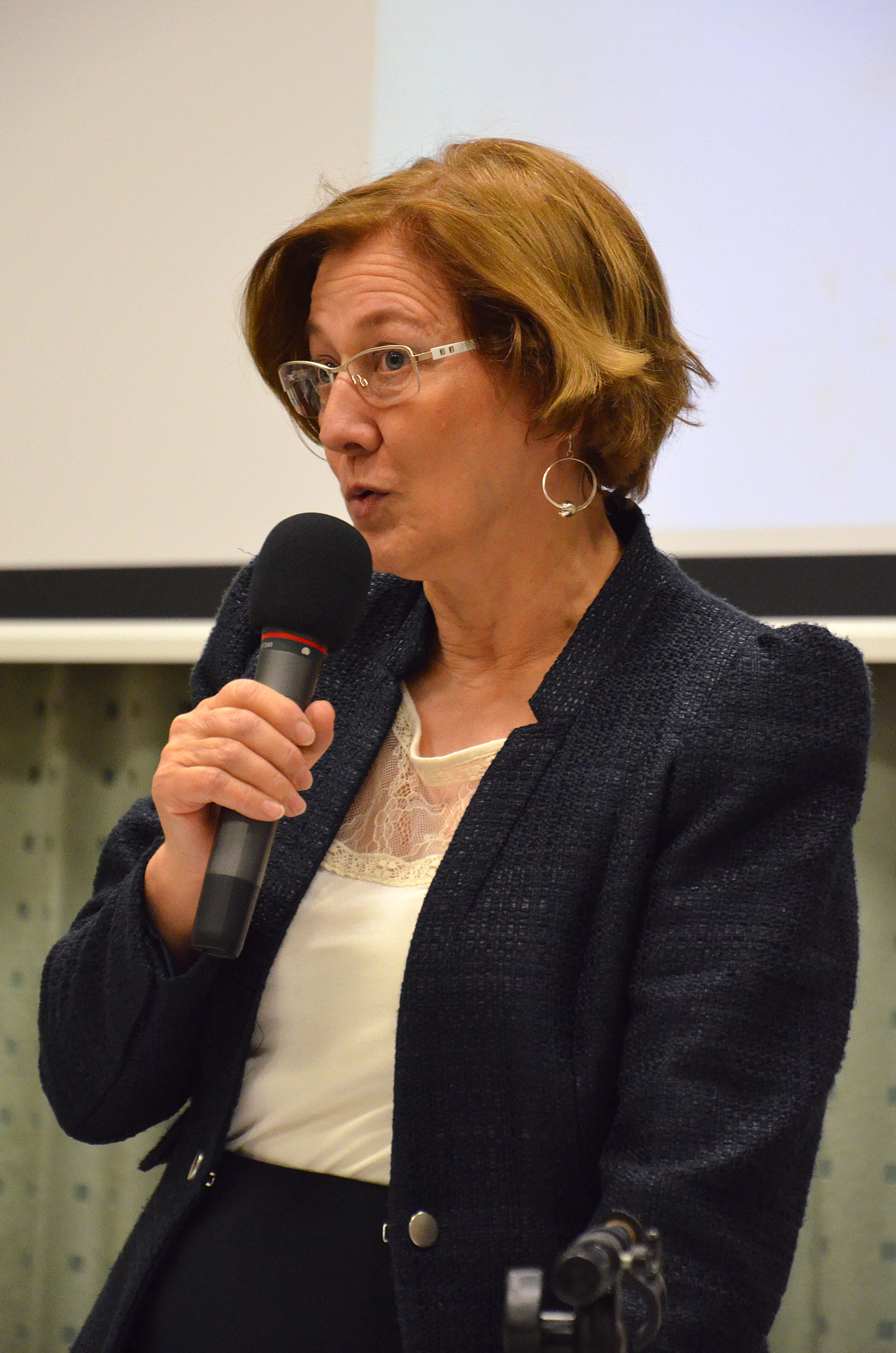
A Portrék a magyar statisztika és népességtudomány történetéből című kötet bemutatóján (2014)

2008-ban A Könyvtárügyért elismeréssel, 2012-ben Bibliotéka emlékéremmel, 2018-ban Szinnyei József-díjjal tüntették ki.

## Főbb művei
- L’Assemblée nationale hongroise (szerk. Fülöp Ágnes; Budapest, 2007)
- Az olvasás pártfogója. Írások Nemes Erzsébet tiszteletére (szerk.; Lencsés Ákossal és Rózsa Dáviddal; Budapest, 2012)